# Sergio Peresson
 (septembre 2023).
Si vous disposez d'ouvrages ou d'articles de référence ou si vous connaissez des sites web de qualité traitant du thème abordé ici, merci de compléter l'article en donnant les références utiles à sa vérifiabilité et en les liant à la section « Notes et références ».

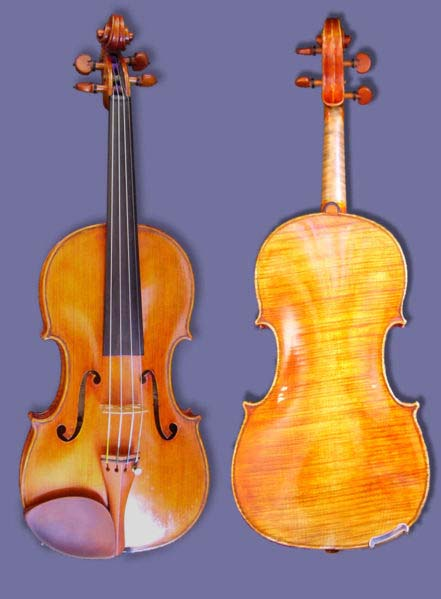
Violons de Sergio Peresson (1981)

Sergio Peresson, né le 29 mars 1913 à Udine et mort le 16 avril 1991 à Haddonfield, est un luthier italien, considéré comme le meilleur du XXe siècle.

## Biographie
Né en 1913 à Udine, Italie, Sergio Peresson fabrique son premier violon en 1943 avant de partir pour Caracas en 1947. Là, il travaille principalement à la réparation des instruments de l'orchestre symphonique du Venezuela ; sa production d'instruments neufs était alors modeste. Il déménage à Philadelphie en 1963 et entre chez William Moennig & Son. C'est sous l'égide de Moennig que Peresson peut finalement rencontrer et copier des instruments de classe mondiale. Il a façonné nombre de copies de maîtres anciens (parmi lesquels le « Spalding ») et acquis une grande notoriété. Il quitte Moennig & Fils en 1971 et s'établit à Haddonfield, dans le New Jersey, jusqu'à sa mort en 1992. 
Il est généralement admis que les meilleurs instruments de Peresson ont été élaborés du milieu des années 1970 au début des années 1980.

## Instruments

### Caractéristiques
Peresson pensait que ses instruments avaient un son « Peresson », quoique ses instruments sonnent comme des Stradivarius ou des Guarnerius.
Parmi les possesseurs d'instruments de Peresson, on compte :
- Isaac Stern ;
- Yehudi Menuhin ;
- Ivan Galamian ;
- Pinchas Zukerman ;
- Norman Carol ;
- Jaime Laredo ;
- Eugene Fodor ;
- Maria Bachmann ;
- Lenuta Ciulei ;
- Mstislav Rostropovitch ;
- Jacqueline du Pré.

La demande était telle qu'en 1982, Sergio Peresson dut cesser de prendre des commandes : selon sa femme, la liste d'attente comptait 180 musiciens.

### Violons
Selon Norman Carol (concertmaster du Philadelphia Orchestra), et qui détient deux Peresson, il était le plus grand luthier au monde.

### Violoncelles
Si Peresson s'est essentiellement consacré aux violons et aux altos, il fabriqua tout de même quelques rares violoncelles — proprement exceptionnels.
À partir de 1970, Jacqueline du Pré qui s'était lassée du Davidov (Stradivarius de 1712), utilise un Peresson commandé par son mari, le chef d'orchestre et pianiste Daniel Barenboim. C'est l'instrument dont elle joue dans le fameux enregistrement public du concerto d'Elgar de 1970.

## Citations
« Quand j'ai dit pour qui je fabriquais cet instrument, on me regarda avec étonnement. On me rappelait alors que Jackie disposait du Davidov et d'un Gofriller. Pourquoi diable aurait-elle besoin d'un "Peresson" ? »

— Sergio Peresson, parlant de Jacqueline du Pré.